# Човек буна
„Човек буна“ је југословенски филм из 1976. године. Режирао га је Борислав Глигоровић, а сценарио је писао Јан Беран.

## Улоге
| Глумац       | Улога        |
| ------------ | ------------ |
| Зоран Ранкић | Васа Пелагић |